# Bitwa o Sewastopol
Bitwa o Sewastopol (ukr. Незламна, ros. Битва за Севастополь) – ukraińsko-rosyjski dramat wojenny z 2015 roku w reżyserii Siergieja Mokrickiego. Film przedstawia historię wojennej drogi radzieckiej snajperki Ludmiły Pawliczenko na tle wydarzeń z okresu obrony Odessy i oblężenia Sewastopola w czasie II wojny światowej.

## Opis fabuły
Akcja filmu rozgrywa się na dwóch, przeplatających się ze sobą płaszczyznach czasowo-przestrzennych. Pierwsza z nich przedstawia wizytę Ludmiły Pawliczenko jako członka radzieckiej delegacji w Waszyngtonie, która daje początek jej osobistej zażyłości z Eleanorą Roosevelt. Druga – to historia kariery Ludmiły jako snajpera Armii Czerwonej biorącej udział w pierwszych miesiącach II wojny światowej w ZSRR.
Rok 1942. Eleanor Roosevelt przyjmuje w Białym Domu członków międzynarodowej delegacji studentów-antyfaszystów. Wśród nich jest radziecka snajperka Ludmiła Pawliczenko. Pomiędzy nią a gospodynią spotkania szybko nawiązuje się nić przyjaźni, oparta na wzajemnym zrozumieniu dwóch kobiet. Szybko wychodzi ona poza ramy oficjalnego protokołu dyplomatycznego (Ludmiła zostaje zaproszona przez Eleanor do zamieszkania w Białym Domu), co spotyka się z niezadowoleniem kierownictwa radzieckiej delegacji, a samą Ludmiłę naraża na nieprzyjemności.
Pobyt Ludmiły w Waszyngtonie przeplatany jest jej wspomnieniami z okresu przed i wojennego kobiety. Jako młoda studentka historii Uniwersytetu Kijowskiego, pewnego dnia wraz z przyjaciółmi wybrała się na strzelnicę. Kierownik obiektu, zachwycony jej rezultatami, zgłasza jej kandydaturę na specjalny kurs strzelecki. Wkrótce wybucha wojna, a Ludmiła zostaje wysłana na front. Tam daje się poznać jako wyborowy strzelec, będący w stanie precyzyjnymi strzałami unieruchomić nieprzyjacielski czołg. Szybko staje się popularna i awansuje. Wkrótce bierze udział w heroicznej obronie Sewastopola w latach 1941-1942, podczas której wraz ze swoim ukochanym – jej dowódcą i również snajperem kapitanem Kicenko, dokonuje wielu udanych akcji na wrogu. Podczas jednej z nich ginie Kicenko, a sama Ludmiła zostaje ciężko ranna. W tym czasie jest już żywą legendą radzieckich żołnierzy, bohaterem znanym również pośród samych Niemców, którzy dla jej „ustrzelenia” przysyłają na front swojego snajperskiego asa. I z tego pojedynku Ludmiła wychodzi zwycięsko, chociaż ciężko ranna. Tuż przed upadkiem miasta, dzięki pomocy i determinacji Borisa przyjaciela-lekarza z dawnych lat zostaje ewakuowana.

## Obsada aktorska
- Julija Peresild – Ludmiła Pawliczenko
- Jewgienij Cyganow – kpt. Kicenko
- Oleg Wasilkow – kpt. Makarow
- Nikita Tarasow – Boris (lekarz, przyjaciel Ludmiły)
- Joan Blackham – Eleanor Roosevelt
- Polina Pachomowa – pielęgniarka Masza
- Władimir Lilicki – lotnik Grisza
- Anatolij Kot – lotnik Nikołaj
- Natiełła Abielewa-Taganowa – Sonia (siostra Borisa)
- Walerij Griszko – gen. Pietrow
- Siergiej Barkowskij – adm. Oktiabrski
- Witalij Liniecki – major na „unitarce”
- Siergiej Puskepalis – dowódca
- Giennadij Czencow – komisarz
- Switłana Osadczenko – lektor (żeński głos)
- Ałła Siergijko – matka Ludmiły
- Stanisław Bokłan – ojciec Ludmiły
- Dmitrij Łalienkow – pracownik specsłużb werbujący Ludmiłę na kurs strzelecki
- Stanisław Lesnoj – sierżant na „unitarce”
- Siergiej Sipliwyj – instruktor na strzelnicy
- Nikita Tezin – snajper Władimir
- Siergiej Radczenko – przewodniczący radzieckiej delegacji studentów w Waszyngtonie
- Wiaczesław Nikolenko – Woody Guthrie
- Aleksandr Nowosielow – rektor uniwersytetu
- Aleksandr Jarema – pracownik ambasady ZSRR w Waszyngtonie
- Aleksandr Krzyżanowski – John (sekretarz Eleanor Roosevelt)
- Igor Czyszkiewicz – dziennikarz-emigrant
- Lubow Timoszewska – matka Borisa
- Władimir Zadnieprowski – ojciec Borisa

i inni.

## O filmie
Film jest ukraińsko-rosyjską megaprodukcją (80% kosztów pokryła strona ukraińska, resztę – rosyjska) z udziałem aktorów rosyjskich i ukraińskich oraz angielskich (Joan Blackham). Prace nad filmem trwały trzy lata. Rozpoczęły się w 2012 roku od studiów nad archiwalnymi materiałami jakie zachowały się po pierwowzorze głównej bohaterki – Ludmiły Pawliczenko. Same zdjęcia trwały od końca 2013 do połowy 2014 roku i były realizowane w Kijowie, Odessie, Kamieńcu Podolskim i Sewastopolu. Komputerowe efekty specjalne były dziełem ukraińskiej firmy „Postmodern”.
Film otrzymał pochlebne recenzje krytyków – Kommiersant określił film jako „najlepszy w ciągu ostatniego ćwierćwiecza film o wielkiej wojnie ojczyźnianej”.
Pomimo obfitości scen batalistycznych w filmie, główny nacisk w fabule położony jest na przeżycia osobiste głównej bohaterki, co obraz czyni dość trudny do sklasyfikowania jako gatunek filmowy – umieszcza go między pacyfistycznym filmem wojenno-historycznym a melodramatem.
Film był nieoficjalnym kandydatem do nagrody Oskara, jednak ostatecznie nie został nim na skutek braku porozumienia pomiędzy stroną rosyjską a ukraińską co do tego, który kraj miałby reprezentować.